# 皇帝祭祀

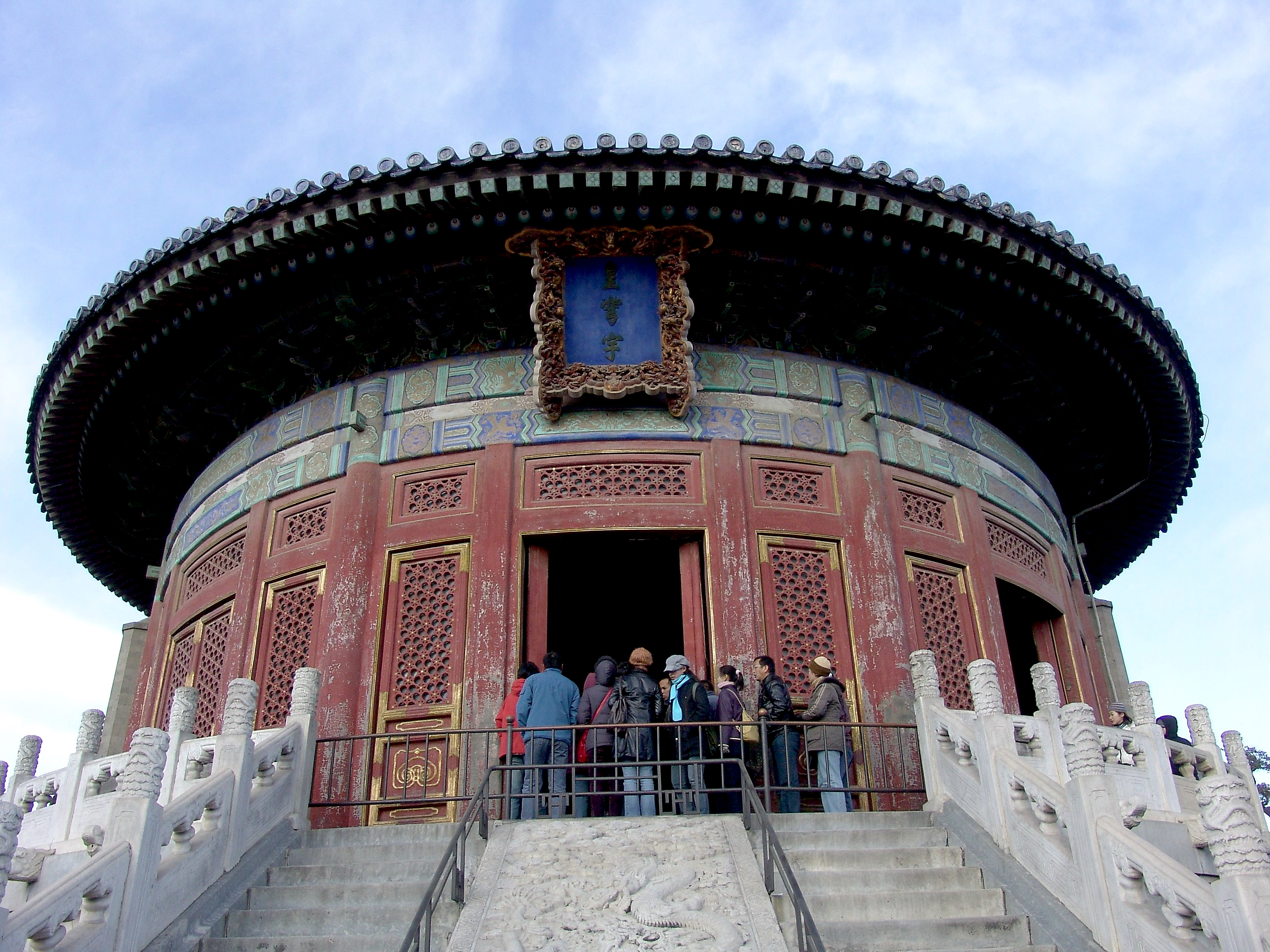
天壇
明清時代に南郊が行われた。世界遺産に登録されている

皇帝祭祀（こうていさいし）とは、中国の皇帝が執り行った国家祭祀。中国の皇帝は皇帝祭祀を行うことにより、祭祀王権としての側面も持った。

## 定義と特徴
皇帝祭祀は秦の始皇帝に始まる。漢代には祭祀制度として整えられ、周以来の「天子」と、始皇帝以来の「皇帝」が祭祀制度においても使い分けられていた。
皇帝祭祀は、史書では郊廟としてあらわれており、皇帝の祖先を祭る宗廟で行われるものと、都の郊外で行われる郊祀に分けられる。また、郊祀は天の主宰神への祭祀である南郊と、地の自然神への祭祀である北郊とに大きく分けられる。
唐では皇帝祭祀の体系が整えられ、『大唐開元礼』にまとめられた。宋以降『大唐開元礼』は国家儀礼書の典範として重んじられた。『大唐開元礼』は、国家祭祀を大・中・小に大きく分けている。
皇帝祭祀は漢民族の王朝だけでなく、南北朝時代の北朝や遼、金、元、清などの異民族王朝でも行われており、多少の変容はしつつも皇帝制度とともに継続された。また日本の天皇が執り行う宮中祭祀（新嘗祭など）にも影響を与えた。

## 歴史的展開
皇帝祭祀の起源については諸説があるが、今日一般的と思われる説明に従えば、楚や蜀などで行われていた自然神に対する祭祀である社禝と、周で行われていた祖先神に対する祭祀である宗廟を合わせたものである。
これに秦の始皇帝の執り行った封禅に由来すると考えられている郊天を合わせ、天を祭る南郊、地神を祭る北郊、祖先を祭る宗廟により成り立っていると考えられている。これを郊廟という。これに従えば、皇帝祭祀は南方の長江起源の祭祀と北方の黄河流域起源の祭祀が組み合わさって成立したもので、秦漢帝国によって果たされた中国世界の統一を祭祀の上でも実現していた。

### 郊祀制度の変遷
前漢の祭祀制度においては、天の祭祀は国都の南の郊外で冬至に行われ、地の祭祀は北の郊外で夏至に行われた。このことから天の祭祀を南郊、地の祭祀を北郊といった。この2つを合わせて郊祀というが、一般に南郊が尊ばれたので、郊祀という場合南郊のみを指す場合も多い。また正月に行われた天地合祀は南郊で行われた。後漢時代になると、南郊は正月に1回行われるのみとなり、北郊は10月に行われるようになったと考えられている。この郊祀は皇帝が直接執り行うものではなく、臣下を代理として執り行われた。このように臣下が皇帝の代理を務めて国家祭祀を行うことを「有司摂事」という。
南北朝時代は、北朝で鄭玄に基づく礼説、南朝で王粛に基づく礼説が行われた。そのため、北朝では南郊は有司摂事で行われる例が多いが、南朝では南郊を皇帝が親祀するようになった。
唐の時代には、郊祀のような定期的な祭祀はほとんど有司摂事で行われ、不定期の特別な祭祀のみ皇帝が親祀するという形式が整えられた。これは北朝の形式を継承したものといえる。
宋の時代には、3年に1度皇帝が天を親祀する三年一郊の制が行われたが、通常の郊祀は有司摂事であった。一方同時代に宋と並び立っていた異民族王朝である遼・金・元などでも郊祀は行われていたが、それぞれの民族独自の祀天儀礼のほうが盛んであった。
明の時代には、毎年正月南郊で天地を合祀する一年一郊の親祀が励行されたが、1531年の礼制改革以降は、郊祀は有司摂事で行われるようになった。清の時代になると、明時代とほぼ変わらない頻度で郊祀が行われたが、原則として皇帝親祀で熱心に行われた。

### 宗廟制度の変遷
宗廟とは、祖先の位牌を安置する廟（みたまや）のことで、春秋時代から王侯の祭祀の場として重要なものとなっていた。前漢の時代に儒教が国教とされると、儒教においては身分によってこの宗廟に祭ることができる祖先の数を限っていたために、皇帝の宗廟を巡って政治的な論争が行われた。儒教によると、「天子七廟」といって、皇帝は七代（以上）の祖先を祭ることができた。皇帝の宗廟は天命を受けた祖先を中心に祭られ、天命を受けた祖先は太祖などと呼ばれ、一般に王朝の初代皇帝があてられた。太祖を祭る宗廟を特に「太廟」という。
前漢の時代にはこのような宗廟が皇帝の陵墓ごと、また諸侯の郡国ごとに設置されていたが、儒家の礼説に基づいて後漢時代には国都の宗廟のみに限られた。これに伴って、皇帝祭祀の中で皇帝陵を祭る陵祭の比重は低くなった。

### 即位儀礼
宗廟制度は即位儀礼に密接に関係していた。前漢中期には前皇帝が崩御した際、その柩の前で即位する柩前即位が行われ、即位後太廟に謁する謁廟の礼が行われた。南北朝では謁廟は皇太子以外の者が即位する場合に限られ、唐宋の時代には例外的にしか行われなくなった。
一方で、唐代の後半から皇帝即位直後の郊祀を親祀する慣例ができあがり、それと同時に大赦・改元が行われるようになった。このことは唐代から徐々に即位儀礼・皇帝親祀の重点が宗廟から郊祀に移っていったことを示しており、開かれた空間で民衆の目に見える郊祀の可視性の高さが重視されるようになった。なお、明清時代の南郊址である天壇は現存している。

### 天皇の即位儀礼「大嘗祭」との関連性
天皇の即位儀礼である大嘗祭では北斗と南斗に対して祭祀が行われるが、北斗は天帝と同一視される太一（すなわち北極星）の周囲を回る天帝の車であり、南斗も廟に見立てられ、祖先に供物を捧げる升と観念されていた。このことは天の祭祀と祖先への祭祀という形で成り立つ中国皇帝の即位儀礼と共通する。ただし、北斗に対する取り扱いについては、中国皇帝の祭服と天皇の祭服とで異なる意匠であることが看取され、両者の思想構造が微妙に異なっていたことを示唆する。天皇が「太一＝天照大神＝天皇」という三位一体で捉えられ、祭るものであると同時に祭られる対象であったのに対し、中国皇帝は「太一＝天帝＝皇帝」という構造をもちながらも、最終的には天下に君臨し支配する権威を天から与えられる「天子」であり、あくまで最高司祭者として祭るものにとどまっていた。

### 『大唐開元礼』における各祭祀と皇帝の自称との関係
金子修一『古代中国と皇帝祭祀』に基づく。
| 祭祀の格 | 祭祀の対象                           | 皇帝の自称 | 祭祀の対象                   | 皇帝・皇后の自称 |
| -------- | ------------------------------------ | ---------- | ---------------------------- | ---------------- |
| 大祀     | 昊天上帝・五方上帝・皇地祇・神州地祇 | 天子臣某   | 太祖以降の諸帝の神主         | 皇帝臣某         |
| 中祀     | 大明（日）・夜明（月）               | 天子臣某   | 先代帝王・帝社               | 皇帝某           |
| 中祀     | 五星・太社・太稷・嶽・鎮・海・瀆     | 天子某     | 先蚕                         | 皇后某氏         |
| 中祀     | 五星・太社・太稷・嶽・鎮・海・瀆     | 天子某     | 孔宣父・斉太公               | 皇帝             |
| 小祀     | 風師・雨師・霊星                     | 天子       | 司寒・馬祖・先牧・馬社・馬歩 | 皇帝             |